# 大双庙镇
大双庙镇，是中华人民共和国内蒙古自治区赤峰市宁城县下辖的一个乡镇级行政单位。

## 行政区划
大双庙镇下辖以下地区：
大双庙村、二官营子村、山嘴村、榆树底村、朝阳山村、官坟村、大庙村、柳树行子村、前七家村、巴里营子村、大朝阳沟村、东坡村、柳条沟村、三官营子村、南马架子村和全兴村。